# Complexo Portuário de Cabinda
O Complexo Portuário de Cabinda, ou simplesmente Porto de Cabinda, são um conjunto de terminais portuários angolanos localizados no município de Cabinda, na província do Cabinda. Encontra-se na baía de Cabinda que está ligada ao Oceano Atlântico.
O complexo pertence ao governo angolano, sendo este o responsável por sua administração por meio das empresas Caioporto S.A. (capital misto) e Empresa Portuária de Cabinda (estatal).
Junto aos portos de Luanda (Luanda), Lobito (Benguela), Porto Amboim (Cuanza Sul), Soyo (Zaire) e Moçâmedes (Namibe), formam os maiores complexos portuários do país. É o maior complexo portuário do norte do país. A maior transportadora do porto é a empresa estatal de logística angolana Unicargas.
O complexo portuário é formado pelo Porto Pesqueiro de Cabinda (no centro da cidade), pelo Porto de Cabinda (na Ponta do Farol), o Porto de Caio (na regedoria do Caio), pelo Porto de Malongo e pelo Porto de Fútila (ambos a regedoria de Fútila). A conexão de todos os portos é feita pela rodovia EN-100.
Os portos de Cabinda e o Pesqueiro são especializados em cargas alimentícias e transporte veículos e pessoas; já os portos de Caio e Malongo estão especializados em petróleos, e; os portos de Caio e Fútila no escoamento de manufaturados do Polo Industrial de Fútila.
Considera-se que o Porto Pesqueiro, o mais antigo do complexo, tenha iniciado suas atividades no século XVI, inaugurando-se oficialmente em 18 de junho de 1885, com a criação do Distrito do Congo, que reafirmou Cabinda sob a soberania portuguesa. Já o Porto de Cabinda foi erguido na década de 1960, e os portos de Fútila, Malongo e Caio a partir da década de 1980, dado a necessidade de expansão de estruturas.